# 9M133 Корнет
9М133 Корнет је модерна руска преносива против-оклопна вођена ракета (ПОВР) намењена за употребу против основних борбених тенкова. Уведен је у службу руске војске 1998. Назив ракетног система је 9К135 Корнет.
Корнет је међу најспособнијим руским против-оклопним системима. Корнет долази у варијантама са термобаричним бојевим главама за употребу против лакших циљева. Даље је развијен у 9М133 Корнет-ЕМ, који има повећан домет и побољшану бојеву главу.
Корнет се увелико извози и производи се по лиценци у неколико земаља. Први пут је коришћен у реалним борбеним условима 2003. године и од тада је коришћен у многим сукобима.

## Развој
Противтенковска ракета Корнет је представљена у октобру 1994. од стране Бироа за пројектовање КБП. Пројектил је почео да се развија 1988. године као модуларни, универзални систем способан да уништи било коју мету. Корнет је тешка ПОВР, супериорнија од ранијих 9К111 Фагот и 9К113 Конкурс навођених жицом. Ракета је ушла у службу руске војске 1998. Његова извозна ознака је Корнет-Е. Самоходно против-оклопно оруђе 9П163М-1 Корнет-Т ушло је у службу 2012.
Северна Кореја је развила копију Корнета познату као Булсае-3, који је први пут приказана 27. фебруара 2016. године.

## Опис
Ракета 9М133 заједно са лансером 9П163-1 са троношцем и термичким нишаном 1ПН79-1 чини ракетни систем 9К135 који може да носи и њиме управља пешадијска посада од две особе. Прелазак на ватрени положај траје мање од једног минута, а припрема и испаљивање за најмање једну секунду. Противтенковски ракетни систем „Корнет“ опремљен је способношћу за тзв. "Top attack" тј. удар у, на пример тенк, тамо где је најтањи - врх куполе.
Поред пешадијске преносиве варијанте, ракета 9М133 је интегрисана у низ других возила и система наоружања као пакет за надоградњу или потпун систем наоружања. 9М133 је постављен на БМП-3 образује 9П163М-1 ловац тенкова и сличну Хризантему. 9П163М-1 носи две ракете 9М133 на лансирним шинама, које се извлаче из спремљеног положаја током транзита. Ловац тенкова аутоматски поново пуни ракете из унутрашњег магацина са 16 пројектила (ракете се складиште и транспортују у затвореним контејнерима). АБХО заштита је обезбеђена за посаду (нишанџија и возач) сваког 9П163М-1 као додатак потпуној оклопној заштити која је еквивалентна стандардној шасији БМП-3. Систем навођења 9П163М-1 омогућава испаљивање две ракете одједном, од којих свака ради на различитим каналима за навођење (ласерски).

## Корнет-ЕМ
9М133 Корнет-ЕМ је побољшана варијанта представљена 2012. године која је дизајнирана да уништи возила са експлозивним реактивним оклопом (ЕРА). Његова верзија за монтирање на возило опремљена је аутоматским праћењем циља. Уместо ручног постављања нишана на мету током целог лета пројектила, оператер одреди мету једном и компјутер прати мету док пројектил путује ка њему до удара. Ново кодирање снопа такође омогућава возилу опремљеном двоструким лансерима да нападне две различите мете одједном, повећавајући брзину паљбе, смањује број возила потребних за мисију и може уништити возила опремљена системом активне заштите кроз салво паљбу на један циљ. Коришћење система за аутоматско праћење може га учинити ефикасним против ваздушних претњи које лете ниско као што су хеликоптери и беспилотне летелице (БПЛ).
Корнет-ЕМ се углавном користи на лансеру Корнет-Д. Иран такође производи систем сличан Корнету-Д под називом Пирооз, који користи другачији лансер и другачију конфигурацију електро-оптичког нишана.
Корнет-ЕМ је прво ушао у службу руске армије; његов први инострани купац био је Бахреин. Такође се извози у Алжир. Прави се по лиценци и у Саудијској Арабији и Ирану.

## Употреба
Током рата у Ираку, Корнете су користиле неке групе ирачких специјалних снага за напад на америчка оклопна возила, онеспособивши најмање два тенка Абрамс и једно борбено возило пешадије Бредли у првој недељи рата.
Друга потврђена употреба ПОВР-а Корнет догодила се током Либанског рата 2006. године, где су ракете, које је наводно испоручила Сирија, а које су биле копије произведене у Северној Кореји, користили борци Хезболаха да униште до пет израелских тенкова Меркава. Корнети су пробили оклоп укупно 24 тенкова, тиме их онеспособивши.
Израел тврди да је Сирија прокријумчарила руско оружје Хезболаху, а Израел је послао тим званичника у Москву да покаже Русији доказе за оно што они кажу могу бити само сиријски трансфери оружја. Упркос првобитним јавним демантима руских званичника да је представљен било какав доказ о стварној употреби Корнета од стране Хезболаха, руска влада је заправо кренула да пооштри контролу над употребом оружја руске производње од стране држава увозница, сугеришући да је посета израелске делегације ипак уродила плодом, иако можда нема везе са Корнетом. Дана 6. децембра 2010, Корнет лансиран из појаса Газе пробио је спољашњи оклоп тенка Меркава Марк 3 на израелској страни границе, али није изазвао уништење.
Дана 7. априла 2011. Хамас је преузео одговорност за ракетни напад на израелски школски аутобус у којем је убијен 16-годишњи дечак Данијел Вифлић  и рањен још један цивил (сва остала деца која су била у аутобусу изашла су неколико минута раније). Према речима портпарола израелске војске, аутобус је погођен ракетом Корнет.
Русија је послала преко 1.000 противтенковских вођених ракета треће генерације Корнет-9М133 сиријској војсци која их је у великој мери користила против оклопних и копнених циљева у борби против џихадиста и побуњеника. 2016. године, самоходни вишецевни лансер ракета ТОС-1 сиријске војске уништен је ракетом Корнет од стране сиријских опозиционих снага.
У јануару 2017. немачки лист Die Welt објавио је да су припадници ИСИЛ-а користили Корнете да униште шест тенкова Леопард 2 које користи турска војска у Сирији. Пропагандни видео ИСИЛ-а објављен у марту 2017. показује како припадници ИСИЛ-а заплењују два корнета који се транспортују у Сирију, на којима стоји  2016. као година производње.

## Варијанте пројектила
| [ 40 ]                        | 9М133-1 (Корнет/Корнет-Е) | 9М133М-2 (Корнет-М/Корнет-ЕМ)                                                                    | 9М133Ф-1 (Корнет/Корнет-Е)                    | 9М133Ф-2 (Корнет-М/Корнет-ЕМ)                 | 9М133Ф-3 (Корнет-М/Корнет-ЕМ)     |
| ----------------------------- | --- | ------------------------------------------------------------------------------------------------ | --------------------------------------------- | --------------------------------------------- | --------------------------------- |
| Пречник                       | 160 мм тело / 460 мм распон крила | 160 мм тело / 460 мм распон крила                                                                | 160 мм тело / 460 мм распон крила             | 160 мм тело / 460 мм распон крила             | 160 мм тело / 460 мм распон крила |
| Дужина                        | 1.1 м ракета/ 1.21 м цев | 1.1 м ракета/ 1.21 м цев                                                                         | 1.1 м ракета/ 1.21 м цев                      | 1.1 м ракета/ 1.21 м цев                      | 1.1 м ракета/ 1.21 м цев          |
| Тежина (укључујући контејнер) | 29 кг | 31 кг                                                                                            | 29 кг                                         | 31 кг                                         | 33 кг                             |
| Брзина                        | > 250 м/с | 300 м/с                                                                                          | > 250 м/с                                     | 300 м/с                                       | 320 м/с                           |
| Домет (по дану)               | 100–5.500 м | 150–8.000 м                                                                                      | 100–5.500 м                                   | 150–8.000 м                                   | 150–10.000 м                      |
| Бојева глава                  | 152 мм тандем кумулативна бојева глава 1.000–1.200 мм пенетрације РХА оклопа након експлозивно-реактивног оклопа (ЕРО) или 3–3.5 м бетона | 152 мм тандем кумулативна бојева глава 1.100–1.300 мм пенетрације РХА након ЕРО или 3.5 м бетона | термобарична бојева глава са 10 кг експлозива | термобарична бојева глава са 10 кг експлозива | Парчадно пуњење 15 кг             |

## Корисници
- Алжир
- Азербејџан
- Бахреин
- Етиопија
- Еритреја
- Грчка
- Индија
- Иран (домаће варијанте)
- Ирак
- Обала Слоноваче
- Либија
- Мароко
- Намибија
- Северна Кореја (домаће варијанте)
- Пакистан
- Перу
- Јерменија
- Јемен
- Јордан
- Катар
- Кувајт
- Русија
- Саудијска Арабија
- Србија[41]
- Судан
- Сирија
- Турска
- УАЕ
- Уганда
- Доњецка Народна Република
- Луганска Народна Република
- Слободна сиријска армија
- Хамас
- Хезболах
- Ирачки Курдистан
- Исламска држава
- Исламска држава Синајске провинције
- Хути
- Тахрир ел Шам

## Војска Србије
Војсци Србије је први од три дела лансера и ракета Корнет-ЕМ испоручен у децембру 2021. године. Званично је представљен 3. јануара 2022. Лансери ће поред пешадијске употребе бити интегрисани и на оклопна возила БОВ М-16 Милош.